# Martin Mikolič
Martin Mikolič, slovenski politik in inženir, * 7. oktober 1959, Dobovec pri Rogatcu.
Trenutno je župan Občine Rogatec.

## Življenjepis
Martin Mikolič, član stranke Nove Slovenije, je bil leta 2004 izvoljen v Državni zbor Republike Slovenije; v tem mandatu je bil član naslednjih delovnih teles:
- Odbor za lokalno samoupravo in regionalni razvoj,
- Odbor za gospodarstvo (podpredsednik) in
- Odbor za finance in monetarno politiko.

Od leta 1994 vodi Občino Rogatec.